# Adria Airways
Adria Airways bila je nacionalna i najveća avio-tvrtka Slovenije sa sjedištem u Ljubljani. U trenutku bankrota imala redovne međunarodne letove za 22 odredišta u većinom europske zemlje. Baza tvrtke bila je na zračnoj luci Ljubljana (Brnik). U prosincu 2004. godine, Adria Airways je postala regionalna članica Star Alliancea. Adria Airways 30. rujna 2019. godine prekinula i otkazala sve letove te proglasila bankrot.

## Povijesni razvoj
Tvrtka je osnovana 14. ožujka 1961. godine pod imenom "Adria Aviopromet" s osnovnim zadatkom obavljanja čarter letova. Od nizozemskog KLM-a tvrtka kupuje četiri DC-6B aviona od kojih prva dva stižu u jesen 1961. a druga dva u proljeće 1962. godine. 1968. udruživanjem s beogradskom kompanijom "Interexport", kompanija je promijenila ime u "Inex-Adria Aviopromet" te krajem travnja 1969. kupuje svoj prvi mlazni avion Douglas DC-9. 
Nakon prodaje DC-6 aviona u Južni Jemen (osim jedne letjelice koja je izložena na Brniku) "Inex-Adria" obnavlja svoju flotu s DC 9-32/33 avionima sa 115 sjedišta, DC-9-51 sa 135 sjedišta i MD-82 sa 167 putničkih sjedišta. Prvi međunarodni let tvrtke bio je u prosincu 1983. na liniji Ljubljana-Beograd-Larnaka. Početkom 1984. godine u flotu ulaze i dva četveromotorna Dash-7 s 50 sjedišta. 1985. "Inex-Adria" postaje članica IATA udruženja. U svibnju 1986. tvrtka se nakon razlaza s  "Interexportom" vraća svom starom nazivu da bi krajem 1980-ih ponovno promijenila ime u  "Adria". Flota se ponovno obnavlja kupnjom nekoliko Airbusa A319.

## Flota
Podatci o floti – rujan 2019.
| Tip aviona      | Broj aviona | Broj sjedala | Napomena |
| --------------- | ----------- | ------------ | -------- |
| Airbus A319-132 | 3           | 144          |          |
| CRJ-700LR       | 2           | 72           |          |
| CRJ-900LR       | 9           | 90           | [ 3 ]    |
| Saab 2000       | 6           | 50           |          |